# Kriegerdenkmal Kloster Neuendorf
Das Kriegerdenkmal Kloster Neuendorf ist ein denkmalgeschütztes Kriegerdenkmal im Ortsteil Kloster Neuendorf der Stadt Gardelegen in Sachsen-Anhalt. Im örtlichen Denkmalverzeichnis ist das Kriegerdenkmal unter der Erfassungsnummer 094 97444 als Baudenkmal verzeichnet.

## Allgemeines
Das Kriegerdenkmal wurde zu Ehren gefallener Soldaten des Ersten Weltkriegs an der Kreuzung Zienauer Straße und Letzlinger Weg errichtet. Das Denkmal ist ein Obelisk auf einem mehrstufigen Sockel, gekrönt von einem bronzefarbenen Adler mit ausgebreiteten Schwingen auf einer Kugel. Der obere Teil des Denkmales ist den 35 Kriegstoten des Ersten Weltkriegs gewidmet, am Sockel wurde im Nachhinein eine Namenstafel für 53 Kriegstote des Zweiten Weltkriegs angebracht. Vor dem Obelisken befindet sich eine Sandsteintafel mit einem Relief eines Stahlhelms und eines Eichenlaubs. Das gesamte Denkmal wird von einem Eisenzaun eingefasst.
In der Klosterkirche des Klosters Neuendorf befindet sich eine dreiteilige hölzerne Gedenktafel für die Gefallenen des Zweiten Weltkriegs, eine für die des Ersten Weltkriegs, eine für die der Befreiungskriege (1813–1815) und eine für zwei Teilnehmer der Schlacht bei Königgrätz (1866).